# Delaware (New York)
Pour les articles homonymes, voir Delaware (homonymie).
Delaware est une town du comté de Sullivan, dans l'État de New York, aux États-Unis.  

## Géographie
La population de Delaware était de 2 203 habitants au recensement de 2020.